# Männiku (Saku)
Männiku is een plaats in de Estlandse gemeente Saku, provincie Harjumaa. De plaats heeft de status van dorp (Estisch: küla).

## Bevolking
Het dorp had 281 inwoners op 31 december 2011 en 302 inwoners op 31 december 2021.

## Ligging
Männiku ligt ongeveer 3 km ten zuiden van de gelijknamige wijk in Tallinn. Het riviertje Pääsküla en de Põhimaantee 11, de ringweg om Tallinn, lopen door het dorp. In het dorp liggen diverse meren, waarvan het Raku järv (2,3 km²) en het Männiku järv (1,1 km²) de grootste zijn.
De plaats heeft een station aan de spoorlijn Tallinn - Viljandi. Het station wordt bediend door de spoorwegmaatschappij Elron.